# Acacia macradenia
Acacia macradenia é uma espécie de leguminosa do gênero Acacia, pertencente à família Fabaceae.